# Alberg Torre Malagrida
L'Alberg Torre Malagrida és un habitatge a la ciutat d'Olot (la Garrotxa) protegit com a bé cultural d'interès local. És un xalet senyorial resolt amb un llenguatge classicista afrancesat. Torre d'un llenguatge classicista. Consta de planta baixa i pis i golfes. Mitjançant un sistema compositiu basat en la combinació de diversos eixos de simetria i utilitzant un repertori de Lluís XVI, Bassegoda hi obté uns resultats d'una gran riquesa i una gran complexitat espacials, tant en els exteriors emmarcats per un notable jardí —molt deteriorat— com a l'interior, amb seva lluerna de claraboia. La porta d'entrada està coberta per una cúpula, i a la mateixa alçada de la cúpula hi ha un balcó decorat amb gerres. A la part més alta hi ha unes golfes, amb tres finestres, amb una columna emmarcant-les. A la part esquerra hi ha un element arquitectònic també amb cúpula i aguantat per columnes.